# Sacred Silence (film fra 1919)
Sacred Silence er en amerikansk stumfilm fra 1919 af Harry F. Millarde.

## Medvirkende
- William Russell som James Craig
- Agnes Ayres som Madge Summers
- George MacQuarrie som Marston
- James Morrison som Ralph Harrison
- Tom Brooke